# Sebastiane
Sebastiane è un film del 1976 diretto Derek Jarman.
Si tratta del primo lungometraggio del poliedrico artista britannico.

## Trama
Il film segue le vicende di un avamposto di un esercito romano in cui alcuni soldati si abbandonano al piacere omosessuale.
Un centurione romano dimostra un interesse particolare per Sebastiano (Leonardo Treviglio), che però rifiuta le sue avances. L'ufficiale, indispettito, martirizzerà infine il ritroso prigioniero legandolo a un palo e facendolo trafiggere dalle frecce.

## Distribuzione
La première del film fu in Inghilterra, nel dicembre del 1976, mentre in Italia verrà distribuito dalla P.A.C. nell'estate del 1977, in latino con sottotitoli in italiano, alleggerito della "intera sequenza in cui i due giovani soldati si carezzano con insistenza" e "rigorosamente vietato ai minori di 18 anni per la particolare scabrosità di alcune scene", come recita il cartello sul manifesto.
Nel giugno del 1988 viene distribuito in VHS vendita e noleggio dalla General Video, in una versione della durata di 80 minuti, al costo di 120.000 lire. 
Nel 1993 la PolyGram Video ne farà uscire una ristampa, del tutto identica alla precedente, da 29.900 lire.
Ad oggi l'unica messa in onda del film è avvenuta martedì 15 dicembre 1981 alle 21:30 su Televiterbo, in una versione della durata di 53 minuti, estremamente tagliata.
Il 22 giugno 2005 esce per la prima volta in DVD, grazie alla Raro Video, nella versione integrale di 90 minuti.

## Accoglienza

### Critica
Sebastiane è un film controverso.
Jarman riprende una versione apocrifa della vita di san Sebastiano, in circolazione solo dagli inizi del XX secolo e dal Martyre de Saint Sébastien di Gabriele D'Annunzio, ma assai diffusa all'interno della comunità gay, che faceva del giovane soldato l'amante dell'imperatore. Coinvolto in un attentato all'imperatore, il giovane cristiano viene inviato al confino sotto scorta.
Jarman scelse questo film per proporre immagini d'intimità fisica fra uomini, mostrati in nudità totale (cosa all'epoca ancora rara e molto trasgressiva) ed anche mentre amoreggiano, in scene deliberatamente romantiche e liriche, ma anche molto sensuali. E la maggior parte delle polemiche che questo film sollevò derivano proprio da questi due aspetti, la nudità e la presenza di rapporti omosessuali tra i soldati romani che montano la guardia a Sebastiano.
Ciò che rende questo film particolare è il fatto di essere stato girato completamente in latino. Per questo è l'unico film mai girato in Inghilterra e distribuito con sottotitoli in inglese.